# Conversation Peace
Conversation Peace — двадцать второй студийный альбом американского певца, музыканта и автора песен Стиви Уандера, вышедший в 1995 году на лейбле Motown Records.

## Описание
| Оценки критиков      | Оценки критиков |
| Источник             | Оценка          |
| -------------------- | --------------- |
| Rolling Stone        | [ 1 ]           |
| Chicago Tribune      | [ 2 ]           |
| Los Angeles Times    | [ 3 ]           |
| Village Voice        | (A-)            |
| AllMusic             | [ 5 ]           |
| The New York Times   | (favourable)    |
| Entertainment Weekly | (B-)            |
| Stereo Review        | (favourable)    |

Conversation Peace стал первым полноценным студийным альбомом (не саундтреком) Стиви Уандера после Characters (1987).
Критики сочли, что Conversation Peace стал возвращением к классическому периоду Уандера 1970-х годов. Джон Милвард в обзоре 1995 года в Rolling Stone поставил альбому четыре звезды и отметил, что хотя альбом «напоминает» классические альбомы Уандера, звучат они по-современному. Роберт Кристгау из The Village Voice высказал мнение, что хотя слушатели, возможно, «слышали всё это раньше», это не значит, что музыка Уандера более непритягательна:
«Музыкальная энергия Уандера — это чудо. Записывая дорожку за дорожкой в одиночестве в своей студии, он — фонтан мелодий, источник ритма, крупнейший современный композитор».

Песня «For Your Love» с альбома принесла Уандеру две премии «Грэмми» — за лучшее мужское вокальное исполнение в стиле ритм-н-блюз и за лучшую песню в стиле ритм-н-блюз (1995).

## Список песен
Все песни написаны Стиви Уандером, если не указано иное.
1. «Rain Your Love Down» — 6:08
2. «Edge of Eternity» — 6:01
3. «Taboo to Love» — 4:25
4. «Take the Time Out» — 5:05
5. «I’m New» — 5:41
6. «My Love Is with You» — 5:54
7. «Treat Myself» (Уандер, Стефани Эндрюс) — 4:55
8. «Tomorrow Robins Will Sing» (Уандер, Эдли Шайн) — 4:46
9. «Sensuous Whisper» — 5:47
10. «For Your Love[англ.]» — 5:00
11. «Cold Chill» — 6:53
12. «Sorry» — 6:45
13. «Conversation Peace» — 6:39

## Участники записи
- Стиви Уандер — гитара, аранжировка, клавишные, вокал, бэк-вокал, различные инструменты, микширование
- Анита Бейкер — бэк-вокал
- Олли Браун — дирижёр
- Ленни Кастро — перкуссия
- Эрни Филдс-младший — тенор-саксофон
- Нолан Шахид — труба
- Рэй Браун — труба
- Фернандо Пуллум — труба
- Хорхе Арчиниега — труба
- Фред Уэсли — тромбон
- Реджи Янг — тромбон
- Ladysmith Black Mambazo — бэк-вокал
- Роберт Маргулефф — микширование
- Брэнфорд Марсалис — саксофон
- Грег Филлингейнс — клавишные
- Мелвин Рагин — гитара
- Бен Бриджес — гитарное соло на «Cold Chill»
- Натан Уоттс — бас-гитара, бэк-вокал, ассоциированный продюсер
- Денис Уильямс — бэк-вокал
- The Winans — бэк-вокал
- Сирита Райт — бэк-вокал
- Take 6 — бэк-вокал
- Музыкант, ранее известный как Принс

## Чарты
| Чарт (1995)                            | Высшая позиция |
| -------------------------------------- | -------------- |
| Австрия (Ö3 Austria)                   | 17             |
| Бельгия/Валлония (Ultratop)            | 25             |
| Канада (RPM Top Albums/CDs)            | 48             |
| Нидерланды (Album Top 100)             | 19             |
| French Albums (SNEP)                   | 3              |
| Германия (Offizielle Top 100)          | 34             |
| Japanese Oricon Albums Chart           | 11             |
| Новая Зеландия (RMNZ)                  | 15             |
| Норвегия (VG-lista)                    | 23             |
| Шотландия (Scottish Albums Chart)      | 39             |
| Швейцария (Schweizer Hitparade)        | 28             |
| Великобритания (UK Albums Chart)       | 8              |
| США (Billboard 200)                    | 16             |
| США (Billboard Top R&B/Hip-Hop Albums) | 2              |

| Чарт(1995)                            | Позиция |
| ------------------------------------- | ------- |
| French Albums (SNEP)                  | 86      |
| Japanese Albums (Oricon)              | 151     |
| US Top R&B/Hip-Hop Albums (Billboard) | 63      |

## Сертификации
| Регион                                                      | Сертификация | Продажи  |
| ----------------------------------------------------------- | ------------ | -------- |
| Япония                                                      | —            | 158,000  |
| США (RIAA)                                                  | Золотой      | 500 000^ |
| ^ Данные о тиражах приведены только на основе сертификации. |              |          |